# 中根滋
中根 滋（なかね しげる、男性、1949年2月2日 - 2020年11月1日） は、日本人の実業家。学校法人東京理科大学元理事長。スーパーカーの愛好家でもある。自称「サム」。

## 来歴・人物
神奈川県出身。東京理科大学理工学部電気工学科卒業。
1971年に日本アイ・ビー・エムに入社。カスタマー・エンジニアを経て、アメリカ本社勤務、社長補佐、営業本部長、戦略担当を歴任した。
1993年にSAPジャパン株式会社の代表取締役社長兼CEOに就任。
1997年 1月 SAP North East Asia CEOを兼任。その後、ドイツ本社の上席副社長に就任。
1999年12月 プライスウォーターハウスクーパースコンサルタント株式会社（PwCコンサルティング合同会社の前身の一つ）のマネージングパートナーに就く。
2001年 3月 米国 i2テクノロジーズ の上席副社長、およびその日本法人の代表取締役兼CEOに就任後、2002年4月には、i2テクノロジーズ米国本社の最高執行責任者 (COO) として米国勤務し、NASDAQ上場企業の企業再生に尽力する。
2004年 6月 株式会社パワードコムの代表取締役社長兼CEOに着任し、業績不振となっていた同社の再生にとりかかる。しかし、2005年12月末に、企業再生成功の証として、同社がKDDIとの合併契約を締結したことを機に退任。
2006年 1月に、自らUWiN株式会社を設立（代表取締役兼CEO、現職）、企業再生やM&Aのコンサルティングを中心に活動。また、2008年 1月に、TPGキャピタルのシニアアドバイザー（現職）に就任。
2009年4月よりシャープ内緊急プロジェクトとして、グローバル・ソリューション・ビジネスの立ち上げを委嘱される。同プロジェクト内において開発を開始したTeleOfficeソリューションを以って、2010年  9月1日 iDeepソリューションズ株式会社を設立（シャープ100%出資の子会社）、代表取締役社長兼CEOとして着任。
2008年12月に、母校である学校法人東京理科大学理事に就任し、2012年12月28日には 理事長に選任された。2015年9月、理事長を退任。
- 経済同友会会員（1998年 - ）
- 国際経営者協会 (IMA) 評議員（2011年 - ）

2020年11月1日   死去